# Eleccions presidencials de Guinea Equatorial de 2022
|  | Per les eleccions al Parlament i al Senat que es van celebrar el mateix dia, vegeu les eleccions generals de Guinea Equatorial de 2022. |

Les eleccions presidencials es van celebrar a Guinea Equatorial el 20 de novembre de 2022 per a elegir al president del país, juntament amb les eleccions legislatives i locals. Al principi, les eleccions al Parlament estaven previstes per a novembre de 2022 i les presidencials per a 2023. No obstant això, el setembre de 2022 el Parlament va aprovar una proposta per a fusionar les eleccions a causa de les limitacions econòmiques pels costos de l'organització dels comicis.
El 26 de novembre de 2022, el govern va anunciar que Obiang i el seu partit havia guanyat les eleccions per un marge aclaparador, com s'esperava. Va declarar que els resultats provisionals li donaven el 97% dels vots, amb una participació del 98%.
El partit opositor Convergència per a la Democràcia Social va considerar les eleccions com una «farsa», juntament amb la Unió Europea, l'administració estatunidenca de Biden i el principal partit governant d'Espanya Partit Socialista Obrer Espanyol. En canvi, la missió d'observadors electorals de la Unió Africana considerar que les eleccions van complir les «normes internacionals» i no es van detectar «irregularitats tangibles».